# 热于达尔扎
热于达尔扎（法語：Géus-d'Arzacq）是法国比利牛斯-大西洋省的一个市镇，属于波城区（Pau）阿尔扎阿尔拉齐盖县（Arzacq-Arraziguet）。该市镇总面积4.12平方公里，2009年时的人口为174人。

## 人口
热于达尔扎人口变化图示